# روتبوف
روتبوف (به فرانسوی: Rutebeuf) شاعر قرن سیزدهم میلادی اهل فرانسه است.